# Johann Friedrich von Brandt
Johann Friedrich von Brandt (Jüterbog, 25 maggio 1802 – Hungerburg, 15 luglio 1879) è stato un naturalista tedesco.
Brandt nacque a Jüterbog nel Brandeburgo e studiò a Wittenberg e all'università di Berlino. Nel 1831 venne nominato direttore del Dipartimento Zoologico all'Accademia delle Scienze di San Pietroburgo. Brandt promosse la raccolta degli animali della regione, molti dei quali non erano rappresentati nel museo. Iniziarono, allora, ad arrivare molti esemplari provenienti dalle spedizioni di Severtzov, Przhevalsky, Middendorff, Schrenck e Gustav Radde.
Descrisse alcune specie di uccelli raccolte dagli esploratori russi della costa pacifica del Nordamerica, tra cui il cormorano di Brandt, il gabbiano tridattilo dalle zampe rosse e l'edredone dagli occhiali. Viene commemorato, inoltre, dal pipistrello di Brandt e dal riccio di Brandt.
| Brandt è l'abbreviazione standard utilizzata per le specie animali descritte da Johann Friedrich von Brandt. Categoria:Taxa classificati da Johann Friedrich von Brandt |